# Nicolas Huber
Pour les articles homonymes, voir Huber.
Nicolas Huber, né le 14 janvier 1995, est un snowboardeur suisse.
Il remporte aux Championnats du monde de snowboard 2017 la médaille d'argent en slopestyle.

## Palmarès

### Championnats du monde
- Championnats du monde 2017
  -  Médaille d'argent en slopestyle.
- Championnats du monde 2023 :
  -  Médaillé de bronze en big air.

### Coupe du monde
- 2 podiums.